# Dekanat Cieszanów
Dekanat Cieszanów – jeden z 19 dekanatów w rzymskokatolickiej diecezji zamojsko-lubaczowskiej.

## Parafie
- Cewków – pw. Podwyższenia Krzyża Świętego
- Cieszanów – pw. św. Wojciecha
  - Chotylub – kościół filialny pw. św. Jadwigi Królowej
  - Doliny – kościół filialny pw. Matki Bożej Częstochowskiej
  - Gorajec – kościół filialny pw. Narodzenia Najświętszej Maryi Panny
  - Kowalówka – kościół filialny pw. Narodzenia Najświętszej Maryi Panny
- Dachnów – pw. Podwyższenia Krzyża Świętego
- Niemstów – pw. Narodzenia Najświętszej Maryi Panny
  - Ułazów – kościół filialny pw. św. Dymitra
- Nowe Sioło – pw. Wniebowzięcia Najświętszej Maryi Panny
- Oleszyce – pw. Narodzenia Najświętszej Maryi Panny
  - Futory I – kościół filialny pw. Niepokalanego Poczęcia Najświętszej Maryi Panny
  - Futory II – kościół filialny pw. Matki Bożej Królowej Polski - Łaskawej
  - Zabiała – kościół filialny pw. św. Józefa Oblubieńca Najświętszej Maryi Panny
  - Zalesie – kościół filialny pw. św. Maksymiliana Marii Kolbego
- Stare Oleszyce – pw. Najświętszego Serca Pana Jezusa
  - Stare Sioło – kościół filialny pw. Matki Bożej Królowej Korony Polskiej
- Stary Dzików – pw. Trójcy Przenajświętszej
  - Nowy Dzików – kościół filialny pw. Miłosierdzia Bożego
  - Moszczanica – kościół filialny pw. Matki Bożej Nieustającej Pomocy
- Stary Lubliniec – pw. Przemienienia Pańskiego
  - Nowy Lubliniec – kościół filialny pw. Przemienienia Pańskiego

## Zgromadzenia zakonne
- Cieszanów – ss. Felicjanki (1948)
- Oleszyce – ss. Felicjanki (1965)